# سنودروب
سنودورب (بالإنجليزية: Snowdrop) ويعرف أيضًا باسم يوبي سوفت سنودروب (بالإنجليزية: Ubisoft Snowdrop)، هو محرك ألعاب مملوك لشركة «يوبي سوفت»، وطوره استوديو «ماسيف إنترتينمنت» بالشراكة مع «يوبي سوفت» لاستخدامه على مايكروسوفت ويندوز، نينتندو سويتش، بلاي ستيشن 4، بلاي ستيشن 5، إكس بوكس ون، إكس بوكس سيريس إكس وسيريس أس، جوجل ستاديا ومنصة امازون لونا. ظهر هذا المحرك لأول مرة في معرض E3 من العام 2013، وذلك مع إطلاق لعبة توم كلانسيز ذا ديفيجن التي كانت أول لعبة تستخدم هذا المحرك. يُعد محرك «سنودروب» احد محركات الألعاب الأساسية التي تعتمد عليها شركة «يوبي سوفت» في تطوير ألعابها، جنبًا إلى جنب عدة محركات أخرى مثل "يوبي سوفت أنفيل"، "ديسرابت"، و"دنيا".

## التاريخ
لغة «سي++» هي اللغة الأساسية المستخدمة في برمجة المحرك. يقول رودريغو كورتيس (المدير الفني السابق لاستوديو «ماسيف إنترتينمنت») أن التطوير على محرك «سنودروب» بدأ في عام 2009. حيث كان المحرك في بداية الأمر مصممًا خصيصًا لتطوير الألعاب على الحواسيب الشخصية والأجهزة المنزلية الحديثة مع التركيز على "جعل الأمور تبدو أفضل بدلاً من جعلها أضخم". كما يرتكز المحرك في جوهره على "بنية قائمة على العقد"، مما يجعل المحرك نظامًا ديناميكيًا ومترابطًا ومرنًا يتيح للمطورين إنشاء "الأصول والملحقات" بسرعة والتفاعل معها بطرق غير مسبوقة. قام استوديو «ماسيف إنترتينمنت» بإنشاء نظام"إضاءة وتدمير" متقدم مستوحى من التقنيات التي يتم استخدامها في إنتاج الأفلام. ويتميز محرك سنودروب بتقنية التصيير القائم على أساس فيزيائي (PBR)، كما يتضمن المحرك أنظمة إضاءة أخرى مثل الإضاءة الشاملة.
وفقًا للمطورين، فإن المحرك مبني على ثلاثة ركائز أساسية: التمكين، الذي يتيح للرسامين والفنانين والمصممين القدرة على انجاز أعمالهم بكفاءة وسرعة كبيرة؛ الوقت الفعلي، الذي يعطي للمطورين القدرة على تنفيذ تعديلاتهم في اوقات أقل؛ المتعة، وهو مفهوم يتجاوز مجرد توفير تجربة ممتعة في المنتج النهائي ليشمل أيضًا توفير بيئة تطوير مريحة ومشوقة، مما يجعل العمل على المحرك نفسه تجربة مميزة وممتعة. تستخدم لعبة توم كلانسيز ذا ديفيجن 2 نسخة محسنة من المحرك.
في فبراير 2016، أكد استوديو ماسيف أنه يمكن استخدام المحرك لبقية ألعاب يوبي سوفت الأخرى. واستنادا إلى رئيس القسم الخاص بالملكية الفكرية في الاستوديو، مارتن هولتبريج، أصبح محرك سنودروب متاح لجميع استوديوهات يوبي سوفت الأخرى وليس مقصورا فقط على تلك استوديوهات التي تعمل على تطوير سلسلة «توم كلانسيز». ومن ضمن تلك الأعمال التي طورت من قبل المحرك كانت: «ساوث بارك: ذا فراكشرد بات هول»، «ماريو + رابيدز كينغدوم باتل» و«ستارلينك: باتل فور أتلس». وفي يونيو 2021، أكدت يوبي سوفت أنه سيتم ترقية المحرك من أجل «أفاتار: فرونتيرز أوف باندورا». وبحسب الفنان التقني، كونال لوثرا، فإنه يمكن توزيع آلاف الأصول داخل كل إطار لإنتاج بيئات أكثر تفصيلاً. يدعم المحرك أيضًا تقنية تتبع الأشعة في الوقت الفعلي، بالإضافة إلى تحسينات في أداء وسلوك الذكاء الاصطناعي للشخصيات غير القابلة للعب. سيُستعمل محرك سنودروب أيضًا في تطوير لعبة «ستار وورز أوت لاوز» والنسخة المعاد صنعها من «توم كلانسي سبلينتر سيل». وقد أكدت يوبي سوفت أنها ستستمر في تطوير وترقية المحرك.

## المميزات
من المميزات التي يقدمها المحرك:
- نظام برمجة نصي قائم على اسلوب العقد
- تعاقب واقعي في دورات الليل والنهار
- إضاءة حجمية شاملة
- تدمير إجرائي
- نظام "متقدم" في المؤثرات البصرية والجسيمات الدقيقة
- تظليل ديناميكي للمواد
- تتبع دوري ومباشر للإحصائيات

## العاب تستخدم محرك «سنودروب»
| السنة | العنوان                                      | المنصة                                                                              | المطور                  |
| ----- | -------------------------------------------- | ----------------------------------------------------------------------------------- | ----------------------- |
| 2016  | توم كلانسيز ذا ديفيجن                        | بلاي ستيشن 4، مايكروسوفت ويندوز، إكس بوكس ون                                        | ماسيف إنترتينمنت        |
| 2017  | ماريو + رابيدز كينغدوم باتل                  | نينتندو سويتش                                                                       | يوبي سوفت ميلان         |
| 2017  | ساوث بارك: ذا فراكشرد بات هول                | نينتندو سويتش، بلايستيشن 4، ويندوز، إكس بوكس ون                                     | يوبي سوفت سان فرانسيسكو |
| 2018  | ستارلينك: باتل فور أتلس                      | نينتندو سويتش، بلايستيشن 4، ويندوز، إكس بوكس ون                                     | يوبي سوفت تورنتو        |
| 2019  | توم كلانسيز ذا ديفيجن 2                      | بلايستيشن 4، ستاديا، ويندوز، إكس بوكس ون                                            | ماسيف إنترتينمنت        |
| 2022  | رابيدز: بارتي أوف ليجيندز                    | نينتندو سويتش، بلايستيشن 4، ستاديا، ويندوز، إكس بوكس ون                             | يوبي سوفت تشنغدو        |
| 2022  | روكسميث+                                     | أندرويد، آي أو إس، بلايستيشن 4، بلاي ستيشن 5، ويندوز                                | يوبي سوفت سان فرانسيسكو |
| 2022  | ماريو + رابيدز سباركس أوف هوب                | نينتندو سويتش                                                                       | يوبي سوفت ميلان         |
| 2023  | ذا سيتلرز: نيو ألايس                         | نينتندو سويتش، بلايستيشن 4، بلايستيشن 5، ويندوز، إكس بوكس ون، إكس بوكس سيريس إكس/إس | يوبي سوفت دوسلدورف      |
| 2023  | أفاتار: فرونتيرز أوف باندورا                 | بلايستيشن 5، ويندوز، إكس بوكس سيريس إكس/إس                                          | ماسيف إنترتينمنت        |
| 2024  | إكس ديفينت                                   | بلايستيشن 5، ويندوز، إكس بوكس سيريس إكس/إس                                          | يوبي سوفت سان فرانسيسكو |
| 2024  | ستار وورز أوت لاوز                           | بلايستيشن 5، ويندوز، إكس بوكس سيريس إكس/إس                                          | ماسيف إنترتينمنت        |
| —     | توم كلانسي سبلينتر سيل (النسخة المعاد صنعها) | —                                                                                   | يوبي سوفت تورنتو        |

### الأعمال الملغية
- توم كلانسيز ذا ديفيجن هارتلاند[41][42]